# McPixel
McPixel es un videojuego de rompecabezas producido de forma independiente y desarrollado por Mikołaj Kamiński en 2012.

## Modo de juego
El juego se centra en el personaje principal, McPixel, que es una parodia de MacGyver y su otra parodia, MacGruber. El juego presenta numerosas referencias a personajes de la cultura popular.
El objetivo de McPixel en el juego es desactivar bombas o "salvar el día" en 20 segundos cada nivel. Hay cuatro capítulos en el juego, cada uno con tres niveles y un nivel desbloqueable. Cada nivel contiene seis secuencias. La mayoría de las veces McPixel desactiva las bombas de manera absurda, principalmente pateando casi todo en el nivel.

## Recepción
McPixel recibió críticas positivas, con una calificación crítica de 76/100 en Metacritic para la versión de PC y 83/100 de puntuación crítica para la versión de iOS. The Verge le dio al juego una puntuación de 8 sobre 10, afirmando que "McPixel es un paso más allá, una parodia de una parodia. Pero es más extraño, más grosero, más divertido y mucho más blasfemo".
El creador y desarrollador del juego, Mikolaj "Sos" Kamiński, dijo: "La fuerza más grande que atraía la atención de McPixel en ese momento eran los videos de" Let's Play ", principalmente por Jesse Cox y PewDiePie". Sos promovió la distribución de su juego en The Pirate Bay para comercializarlo. Descubrió que McPixel estaba siendo expulsado de una publicación de Reddit. Debido a este evento, McPixel se convirtió en el primer juego en ser respaldado por The Pirate Bay.
A partir de septiembre de 2012, McPixel había vendido 3,056 copias. El juego también fue el primer juego lanzado a través de Steam Greenlight.
Del 15 al 22 de agosto de 2013, McPixel participó junto con otros cuatro juegos en la oferta semanal de Humble Bundle, que vendió 189.927 unidades.
A partir de octubre de 2013, existe una versión de Linux.
- Datos: Q6802619